# Okan Buruk
Okan Buruk, född 19 oktober 1973, är en turkisk före detta fotbollsspelare. Han spelade för bland annat Galatasaray, Inter och Beşiktaş. Buruk gjorde även 56 matcher för Turkiets landslag. Han är numera tränare i Galatasaray 

## Karriär
Buruk började sin karriär i turkiska storklubben Galatasaray och vann UEFA-cupen, Supercupen och Süper Lig sex gånger mellan 1991 och 2001.
2001 värvades Buruk av Inter där han stannade i tre år. Buruk återvände till Turkiet 2004 när han skrev på för Beşiktaş. I början av säsongen 2006/2007 gick Buruk tillbaka till sin moderklubb Galatasaray. Sitt första mål sedan återkomsten till Galatasaray gjorde han mot Liverpool i Champions Leagues gruppspel, ett mål som gav Galatasaray deras enda seger i gruppspelet.
Efter att hans kontrakt i Galatasaray gått ut 2008 gick Buruk vidare till Istanbul BB där han kom att avsluta karriären.

## Meriter
Galatasaray
- Süper Lig (7): 1992/1993, 1993/1994, 1996/1997, 1997/1998, 1998/1999, 1999/2000, 2007/2008
- UEFA-cupen (1): 2000
- Europeiska supercupen (1): 2000